# Montrose County
Das Montrose County ist ein County im Bundesstaat Colorado der Vereinigten Staaten. Es wurde nach der Stadt Montrose benannt, wo sich auch der Sitz der Countyverwaltung (County Seat) befindet.

## Geographie
Das County liegt im Westen von Colorado und hat eine Fläche von 5808 Quadratkilometern, wovon 5 Quadratkilometer Wasserfläche sind. Es grenzt im Uhrzeigersinn an folgende Countys: Mesa County, Delta County, Gunnison County, Ouray County, San Miguel County und San Juan County (Utah).

## Demografische Daten

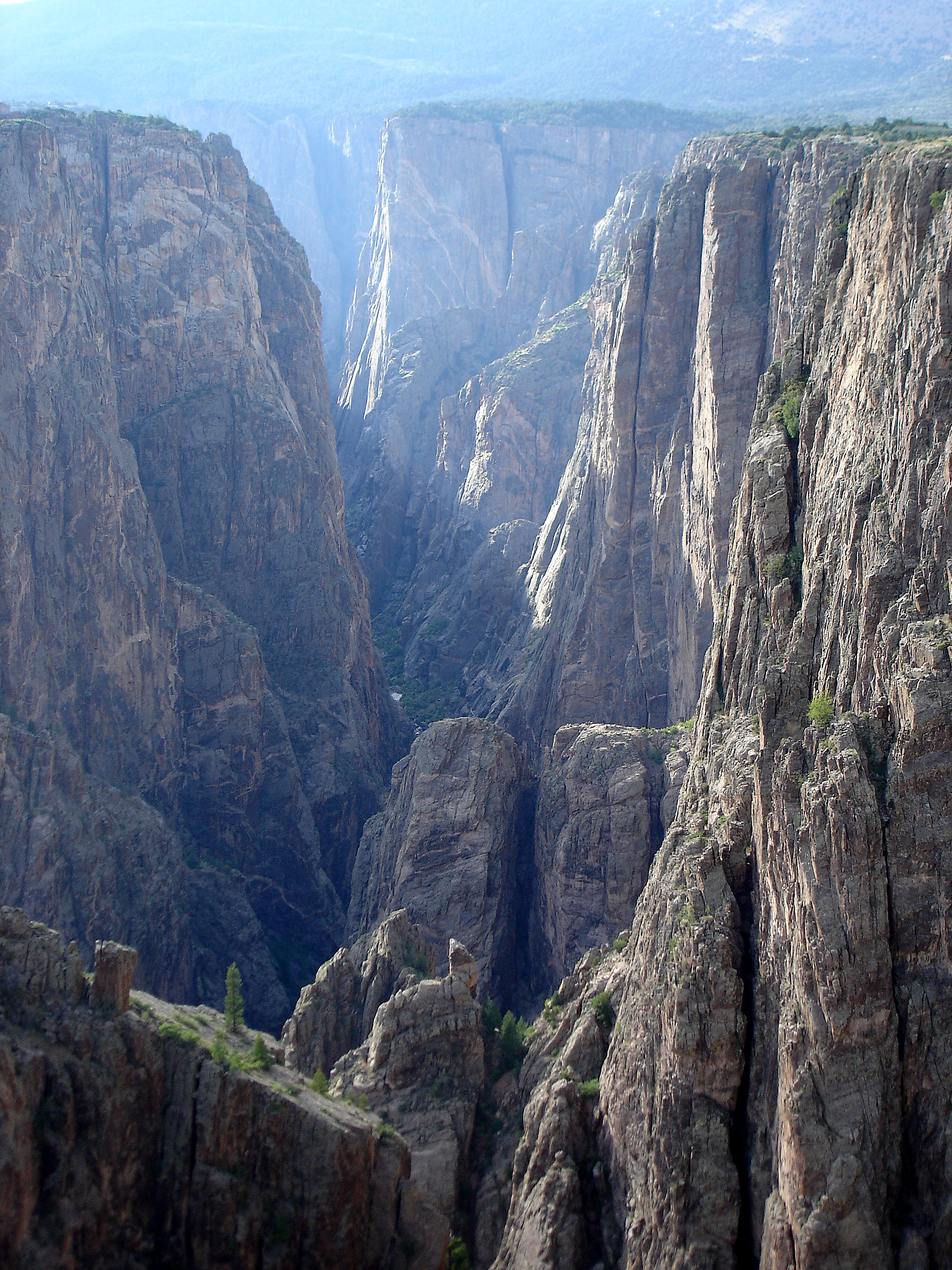
Der Black Canyon im Black-Canyon-of-the-Gunnison-Nationalpark

Nach der Volkszählung im Jahr 2000 lebten im County 33.432 Menschen. Es gab 13.043 Haushalte und 9312 Familien. Die Bevölkerungsdichte betrug 6 Einwohner pro Quadratkilometer. Ethnisch betrachtet setzte sich die Bevölkerung zusammen aus 89,96 Prozent Weißen, 0,31 Prozent Afroamerikanern, 1,02 Prozent amerikanischen Ureinwohnern, 0,42 Prozent Asiaten, 0,07 Prozent Bewohnern aus dem pazifischen Inselraum und 5,74 Prozent aus anderen ethnischen Gruppen; 2,49 Prozent stammten von zwei oder mehr Ethnien ab. 14,86 Prozent der Gesamtbevölkerung waren spanischer oder lateinamerikanischer Abstammung.
Von den 13.043 Haushalten hatten 32,5 Prozent Kinder und Jugendliche unter 18 Jahre, die bei ihnen lebten. 59,0 Prozent waren verheiratete, zusammenlebende Paare, 8,7 Prozent waren allein erziehende Mütter. 28,6 Prozent waren keine Familien. 24,3 Prozent waren Singlehaushalte und in 11,3 Prozent lebten Menschen im Alter von 65 Jahren oder darüber. Die Durchschnittshaushaltsgröße betrug 2,52 und die durchschnittliche Familiengröße lag bei 3,00 Personen.
Auf das gesamte County bezogen setzte sich die Bevölkerung zusammen aus 26,8 Prozent Einwohnern unter 18 Jahren, 7,2 Prozent zwischen 18 und 24 Jahren, 25,8 Prozent zwischen 25 und 44 Jahren, 25,0 Prozent zwischen 45 und 64 Jahren und 15,2 Prozent waren 65 Jahre alt oder darüber. Das Durchschnittsalter betrug 39 Jahre. Auf 100 weibliche Personen kamen 97,0 männliche Personen, auf 100 Frauen im Alter ab 18 Jahren kamen statistisch 94,0 Männer.
Das jährliche Durchschnittseinkommen eines Haushalts betrug 35.234 USD, das Durchschnittseinkommen der Familien betrug 40.849 USD. Männer hatten ein Durchschnittseinkommen von 29.945 USD, Frauen 21.423 USD. Das Prokopfeinkommen betrug 17.158 USD. 12,6 Prozent der Bevölkerung und 8,9 Prozent der Familien lebten unterhalb der Armutsgrenze. Darunter waren 16,5 Prozent der Bevölkerung unter 18 Jahren und 9,8 Prozent der Einwohner ab 65 Jahren.

## Sehenswürdigkeiten

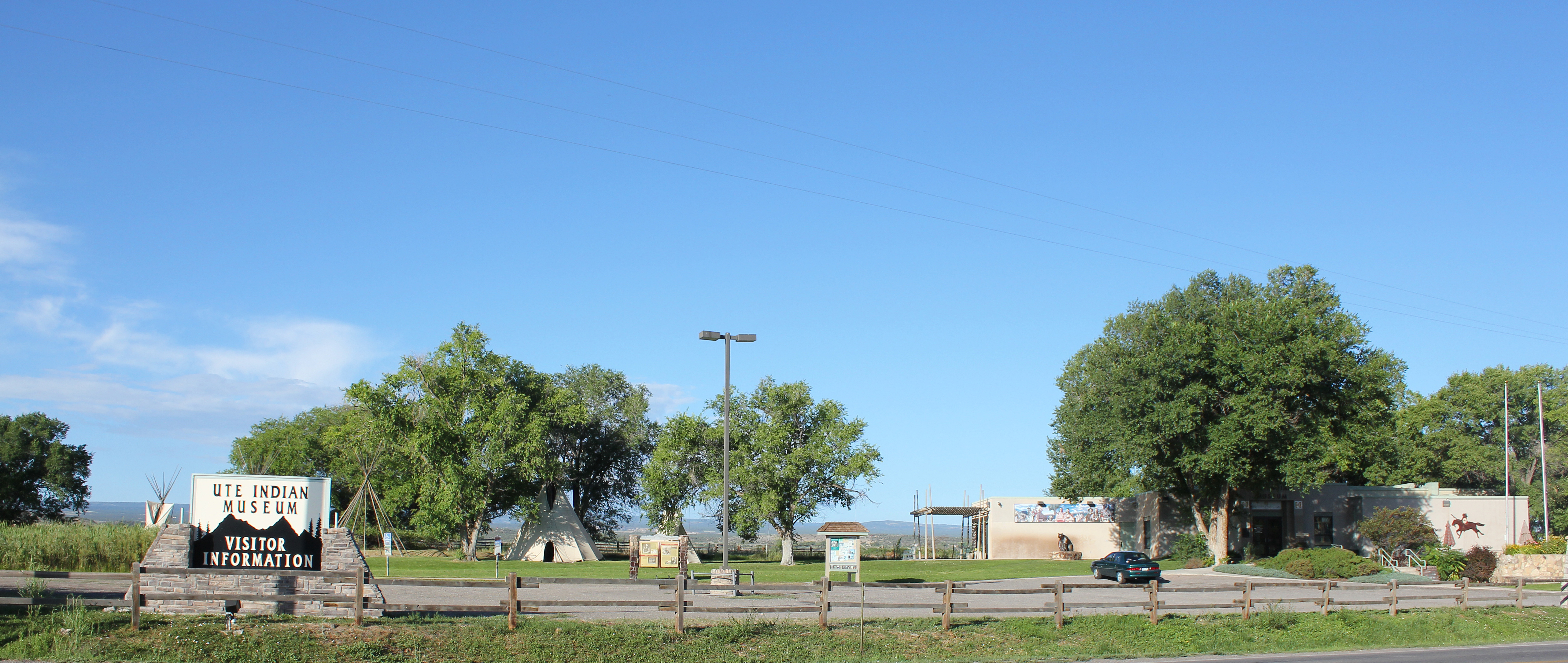
Ute Memorial Site (2014). Diese Stätte wurde im Februar 1970 als erstes Objekt des County im NRHP eingetragen.

29 Bauwerke, Stätten und historische Bezirke (Historic Districts) im Montrose County sind im National Register of Historic Places („Nationales Verzeichnis historischer Orte“; NRHP) eingetragen (Stand 14. September 2022), darunter sechs Eisenbahnwaggons, das Gerichts- und Verwaltungsgebäude des County sowie eine Kirche und ein Freimaurertempel.

## Orte im Montrose County
- Bedrock
- Cedar Creek
- Cimarron
- Coventry
- East Vancorum
- Fairview
- Frost
- Lujane
- Maher
- Montrose
- Mountain View
- Naturita
- Nucla
- Oak Grove
- Olathe
- Paradox
- Piñon
- Redvale
- Roe
- Uncompahgre
- Uravan
- Ute
- Vancorum
- Vernal
- West Vancorum